# Primula eugeniae
Primula eugeniae är en viveväxtart som beskrevs av Fedorov. Primula eugeniae ingår i släktet vivor, och familjen viveväxter. Inga underarter finns listade i Catalogue of Life.